# Liste der BBL-Spieler mit den meisten erzielten Punkten
Diese Liste zeigt eine Übersicht der Basketball-Bundesliga-Spieler mit den meisten in ihrer Karriere erzielten Punkten. Diese Liste berücksichtigt nur Punkte aus Spielen seit der Saison 1975/76.

## Legende
- Platz: Ranglistenplatz gemessen an der Gesamtpunktzahl
- Name: Vollständiger Name des Spielers
- Nat. (Nationalität): Nationalität des Spielers. Hier sind Mehrfachnennungen möglich
- Pos. (Position): Position im Spiel, die der Spieler überwiegend einnahm (PG = Point Guard | SG = Shooting Guard | SF = Small Forward | PF = Power Forward | C = Center). Hier sind Mehrfachnennungen möglich
- Punkte Gesamt: Summe aller durch Zwei- und Dreipunktwürfe sowie Freiwürfe erzielter Punkte
- Noch aktive Spieler sind in Fettschrift hervorgehoben

## Liste
Einheitlicher Stand aller Einträge: 6. Oktober 2019
| Platz | Name             | Nat.               | Pos.  | Punkte Gesamt |
| ----- | ---------------- | ------------------ | ----- | ------------- |
| 1     | Mike Jackel      | Kanada/Deutschland | SF    | 10 789        |
| 2     | Rickey Paulding  | USA                | SG/SF | 6 874         |
| 3     | Jarvis Walker    | USA                | PG    | 6 582         |
| 4     | Michael Koch     | Deutschland        | PG    | 6 404         |
| 5     | Carl Brown       | USA                | PG    | 6 317         |
| 6     | Julius Jenkins   | USA                | SG/PG | 6 176         |
| 7     | Derrick Allen    | USA                | PF    | 6 173         |
| 8     | Henning Harnisch | Deutschland        | SF/PF | 6 152         |
| 9     | Derrick Taylor   | USA                | PG    | 5 906         |
| 10    | Calvin Oldham    | USA                | PF    | 5 568         |